# Costabieta horrida
Costabieta horrida is een slakkensoort uit de familie van de Pyramidellidae. De wetenschappelijke naam van de soort is voor het eerst geldig gepubliceerd in 1873 door Garrett.